# Votre sourire
Pour plus de détails, voir Fiche technique et Distribution.
Votre sourire est un film français réalisé par Monty Banks et Pierre Caron, sorti en 1934.

## Fiche technique
- Titre : Votre sourire
- Réalisation : Monty Banks et Pierre Caron
- Scénario : Alberto Cavalcanti, d'après la pièce de Georges Dolley et André Birabeau
- Photographie : Henri Barreyre
- Musique : Pierre Vellones
- Société de production : CFC (Compagnie française cinématographique)
- Pays d'origine :  France
- Genre : Comédie
- Durée : 83 minutes
- Date de sortie : France, 7 décembre 1934

## Distribution
- Victor Boucher : Colin
- Marie Glory : Colette
- Raymond Rognoni : M. Bouday
- Renée Devilder : la chanteuse
- Daniel Lecourtois : M. Martin
- Simone Deguyse : Mlle Aubry
- André Lannes
- Jean Dehelly
- Louis Baron fils
- Jean Rousselière
- Georges Benoît
- Marthe Mussine
- Michèle Verly